# ヘラ (ミュージシャン)
ヘラ（Hella、1985年1月2日 - ）は、フィンランドのミュージシャンである。ロック・バンド「ローディ」のメンバーでキーボード奏者として活動している。

## キャラクター背景

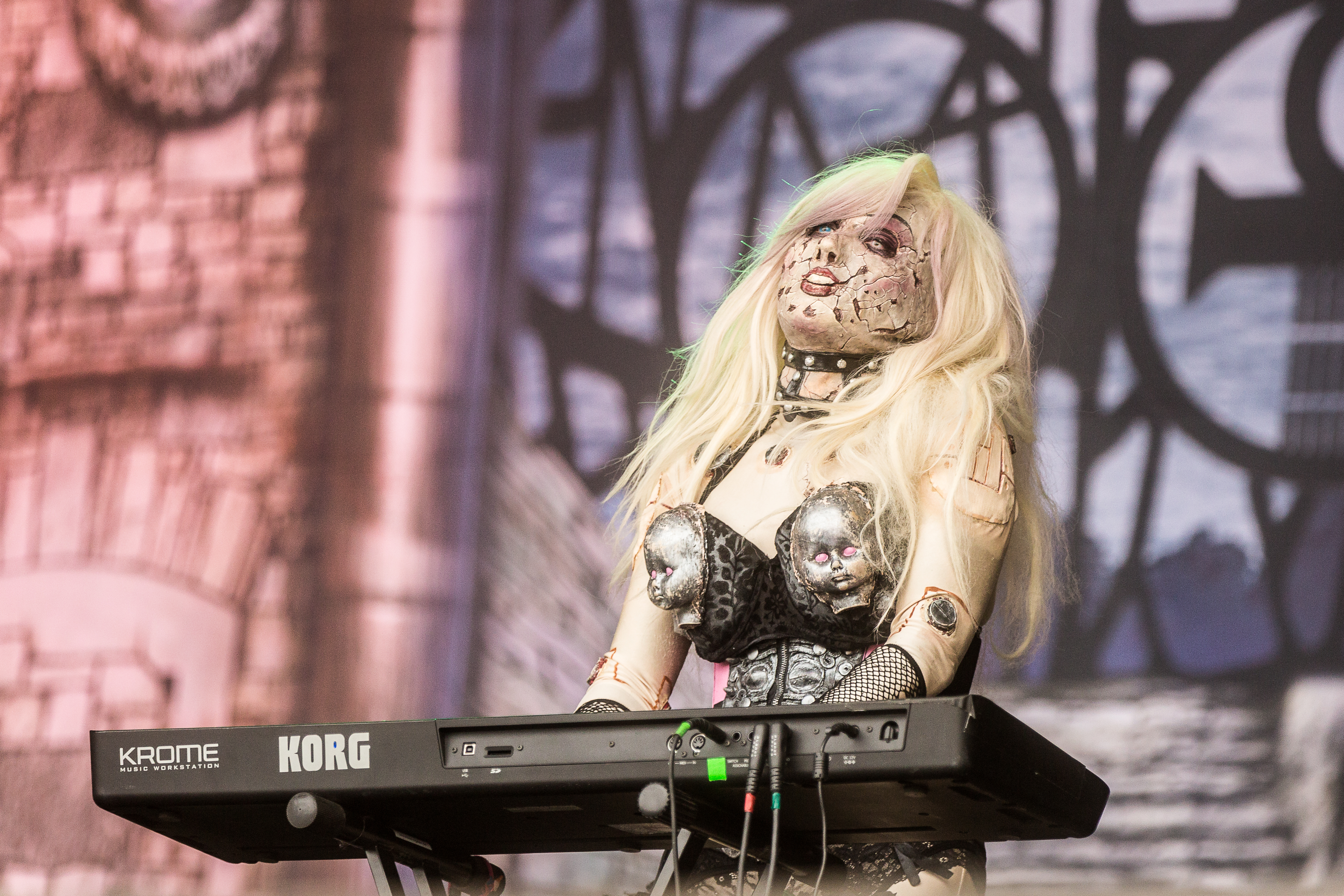
ライブにて

ヘラのモンスターキャラクターは、人間と人形のミックスでスカービーとして設定されている。彼女は、同じローディのメンバーでコスチュームメーカーのMr.ローディと一緒にキャラクターを考案した。彼女のキャラクターは、「Living Doll」「Burned´n´Buried」「PlasticChick」と表現されている。

## ディスコグラフィー
- Postikortteja Helvetistä: "Miksi?" (2014) ボーカル